# Zysze Kac
Zysze Kac (ur. 1892 w Łodzi, zm. 1940 w Białymstoku) – polski aktor żydowskiego pochodzenia, dziennikarz, eseista, krytyk teatralny, który zasłynął głównie z ról w przedwojennych żydowskich filmach i sztukach teatralnych w języku jidysz.

## Biogram
Na scenach awangardowych teatrów żydowskich w Łodzi, Warszawie, Wilnie oraz w większych europejskich skupiskach żydowskich występował z zespołem Idisze Bande [Banda Żydowska]. W 1937 r. w Łodzi wraz z tym zespołem stworzył i wystawił program Geszosn un getrofn (Strzelone i trafione), w którym występował obok czołowych ówczesnych aktorów żydowskich m.in.: A. Grosberg, M. Rapel, D. Lederman, L. Libgold i A. Rotman.
Publikował w warszawskim tygodniku „Ilustrirte Woch” i łódzkim czasopiśmie „Teater un Kunst”. Przez krótki czas redagował i wydawał tygodnik humorystyczny „Der Teater Lec” („Wesołek Teatralny”). W 1924 r. wchodził w skład kolegium redakcyjnego warszawskiego czasopisma „Di Jidisze Bine” („Scena Żydowska”). W warszawskim dzienniku „Hajnt” publikował listy ze swoich podróży po Europie. 
Swoje felietony i artykuły publikował także w wielu zagranicznych gazetach i czasopismach m.in. w nowojorskim „Forwerts” gdzie prowadził stały dział Kurioza i opowiadania ze starego teatru żydowskiego w carskiej Rosji. Był stałym korespondentem ryskiego dziennika „Folk” i paryskiego czasopisma żydowskiego „Parizer Bleter”.
Po wybuchu wojny i zajęciu Łodzi przez wojska niemieckie uciekł do Białegostoku będącego już pod radziecką okupacją. Tam popełnił samobójstwo w bliżej nieznanych okolicznościach.

## Filmografia
- 1939: The Light Ahead
- 1939: Kol Nidre
- 1937: Dybuk
- 1929: W lasach polskich